# 赵煚
趙煚（532年—599年），字賢通，天水郡西县（今甘肃省天水市秦州区）人，西魏、北周、隋朝官员。

## 生平
趙煚小時父親去世，侍奉母亲河东柳氏至孝。十四岁那年，有人偷砍其父墓地中的树，趙煚见到后大哭，将那人捉住送官。遇到后魏右仆射周惠达，赵煚向他长揖不拜，痛哭陈述自幼丧父的孤苦，涕泪横流，周惠达也被感动哭了，连连叹息不止。
长大后北周太祖宇文泰引荐为相府参军事。随宇文泰攻破洛阳，在大军回师后，又自请留在当地抚纳亡叛，帅所领兵马与东魏前后五战，斩杀郡守、镇将、县令五人，俘获无数，以功封平定县男，累升官至中书侍郎。
北周立国后，迁陕州刺史。蛮酋向五子王在信陵、秭归起兵作乱，赵煚将所部五百人，出其不意，将其击破。他与陈朝大将吴明彻多次交手，前后十六战，每挫其锋芒。生擒陈裨将覃冏、王足子、吴朗等三人，斩首百六十级。以功授开府仪同三司，迁荆州总管长史。入为民部中大夫。又随上柱国于翼从三鸦道伐陈，攻克陈朝十九城后而还。但因谗言，未能录取军功，除益州总管长史。未几，入为天官司会，累迁御正上大夫。
赵煚与宗伯斛斯徵素来不和，斛斯徵后来外放为齐州刺史，因罪下狱，他自知罪重，就越狱逃走。皇帝大怒，悬赏捉拿，赵煚却向皇帝密奏请求赦免。
杨坚任北周丞相，加赵煚上开府，复拜天官都司会。俄迁大宗伯。581年，杨坚登基后，赵煚进位大将军，赐爵金城郡公，邑二千五百户，拜相州刺史。不久担任尚书右仆射，但很快就因违背皇帝旨意，被外放为陕州刺史，不久转冀州刺史。赵煚体察民情，百姓对他很爱戴，曾经患病，百姓奔走相告，争着为他祈祷。冀州谷薄，市井多奸诈，赵煚在市场上设置官方的铜斗铁尺，百姓感到很方便。隋文帝知道后很高兴，就颁告天下，成为常法。曾经有人偷盗赵煚田里的蒿草，被吏员捉住。赵煚说：“这是刺史不能宣扬风化，不能怪罪于他。”劝告一番后就将他放了，又令人载着一车蒿草送给偷盗者。偷盗者很愧疚，比受重刑还难过。他以德服人，这类事情很多。隋文帝幸临洛阳，赵煚来朝见，文帝慰劳他说：“冀州大籓，民用殷实，卿之为政，深副朕怀。”开皇十九年（599年）卒，时年六十八。子赵义臣嗣，官至太子洗马。604年同杨谅造反，被杀。 

## 家庭

### 祖父母
- 赵超宗，北魏河东郡太守[1]
- 京兆王氏，刘宋青州刺史王脩之孙女，刘宋正员郎、南城怀安二郡太守王僧珎之女[1]

### 父母
- 赵仲懿，北魏尚书左丞[1]
- 河东柳氏，北魏前将军、颍川郡太守、扬州大中正、方舆子柳僧习之女[1]

### 兄弟
- 赵文镜，隋朝骠骑将军、仪同三司、弘农郡太守、安德县侯，过继给叔叔赵季弼[2]

### 儿子
- 赵义臣，隋朝太子洗马、金城郡公
- 赵信丞
- 赵正臣，隋朝秘书郎

## 延伸阅读
[在维基数据编辑]
 《北史·卷075》，出自李延壽《北史》
 《隋書·卷46》，出自魏徵《隋书》